# أنس روج
أنس روج هي مدينة من مدن هايتي. يبلغ عدد سكانها 32,104 نسمة وذلك حسب إحصائيات سنة 7 August 2003. يبلغ ارتفاع المدينة عن سطح البحر قرابة 50 متر.